# Chuncheon
Chuncheon (en coreano: 춘천, Romanización revisada: chuncheon, léase: Chunchón, literalmente: ácido) es la ciudad capital de la provincia de Gangwon al norte de Corea del Sur. Está ubicada al noreste de Seúl a unos 70 km. Su área es de 1116 km² y su población total es de 272 000 (2011).
En los límites de la ciudad hay varios lagos, y entre los lagos hay pequeñas islas. Al noroeste fluye el Río Han.

## Administración
La ciudad de Chuncheon se divide en 15 distritos (dong), 9 municipios (myeon) y 1 villa (eup).

## Historia
La ciudad fue habitada hace cerca de 1000 años por tribus que llegaron de lejos. En el año 637 la ciudad era llamada Usooju. En el 757 fue llamada Saku y en el 940 como Chunju (春州) y desde 1413 lleva su nombre actual. En 1896 Chuncheon se convirtió en la capital de la provincia de Gangwon. La ciudad fue destruida en gran parte durante la Guerra de Corea, pero fue construida nuevamente.

## Economía
Chuncheon es el centro del mercado de productos agrícolas de las tierras circundantes. Los principales productos son el arroz y la soja. Desde la década de 1960 la industria ligera se ha convertido en dominante. Tras el enorme éxito del drama televisivo Sonata de invierno, la ciudad se ha convertido en destino turístico, que atrae a visitantes de toda Asia oriental.

## Gastronomía
La ciudad destaca por su plato conocido internacionalmente, el Dak galbi y el muy popular Makguksu.

## Clima
| Parámetros climáticos promedio de Chuncheon (1981−2010) | Parámetros climáticos promedio de Chuncheon (1981−2010) | Parámetros climáticos promedio de Chuncheon (1981−2010) | Parámetros climáticos promedio de Chuncheon (1981−2010) | Parámetros climáticos promedio de Chuncheon (1981−2010) | Parámetros climáticos promedio de Chuncheon (1981−2010) | Parámetros climáticos promedio de Chuncheon (1981−2010) | Parámetros climáticos promedio de Chuncheon (1981−2010) | Parámetros climáticos promedio de Chuncheon (1981−2010) | Parámetros climáticos promedio de Chuncheon (1981−2010) | Parámetros climáticos promedio de Chuncheon (1981−2010) | Parámetros climáticos promedio de Chuncheon (1981−2010) | Parámetros climáticos promedio de Chuncheon (1981−2010) | Parámetros climáticos promedio de Chuncheon (1981−2010) |
| Mes                                                     | Ene.                                                    | Feb.                                                    | Mar.                                                    | Abr.                                                    | May.                                                    | Jun.                                                    | Jul.                                                    | Ago.                                                    | Sep.                                                    | Oct.                                                    | Nov.                                                    | Dic.                                                    | Anual                                                   |
| ------------------------------------------------------- | ------------------------------------------------------- | ------------------------------------------------------- | ------------------------------------------------------- | ------------------------------------------------------- | ------------------------------------------------------- | ------------------------------------------------------- | ------------------------------------------------------- | ------------------------------------------------------- | ------------------------------------------------------- | ------------------------------------------------------- | ------------------------------------------------------- | ------------------------------------------------------- | ------------------------------------------------------- |
| Temp. máx. media (°C)                                   | 1.3                                                     | 5.1                                                     | 11.1                                                    | 19.1                                                    | 23.9                                                    | 27.6                                                    | 29.1                                                    | 29.8                                                    | 25.5                                                    | 19.6                                                    | 11.0                                                    | 3.8                                                     | 17.2                                                    |
| Temp. media (°C)                                        | −4.6                                                    | −1.3                                                    | 4.5                                                     | 11.6                                                    | 17.1                                                    | 21.7                                                    | 24.5                                                    | 24.6                                                    | 19.4                                                    | 12.5                                                    | 5.0                                                     | −1.7                                                    | 11.1                                                    |
| Temp. mín. media (°C)                                   | −9.9                                                    | −6.9                                                    | −1.3                                                    | 4.4                                                     | 10.8                                                    | 16.5                                                    | 20.8                                                    | 20.8                                                    | 14.8                                                    | 7.1                                                     | 0.1                                                     | −6.4                                                    | 5.9                                                     |
| Precipitación total (mm)                                | 20.3                                                    | 23.8                                                    | 41.7                                                    | 62.3                                                    | 104.0                                                   | 123.1                                                   | 383.8                                                   | 317.5                                                   | 160.9                                                   | 44.3                                                    | 44.7                                                    | 20.9                                                    | 1347.3                                                  |
| Días de precipitaciones (≥ 0.1 mm)                      | 6.8                                                     | 6.3                                                     | 7.8                                                     | 7.3                                                     | 9.1                                                     | 10.1                                                    | 15.5                                                    | 13.7                                                    | 8.2                                                     | 6.0                                                     | 7.9                                                     | 7.3                                                     | 106                                                     |
| Horas de sol                                            | 165.7                                                   | 172.4                                                   | 197.6                                                   | 215.5                                                   | 221.3                                                   | 200.6                                                   | 144.2                                                   | 169.1                                                   | 173.8                                                   | 174.1                                                   | 141.3                                                   | 148.7                                                   | 2124.2                                                  |
| Humedad relativa (%)                                    | 69.3                                                    | 65.4                                                    | 63.1                                                    | 59.2                                                    | 66.2                                                    | 71.8                                                    | 79.6                                                    | 79.8                                                    | 78.0                                                    | 75.3                                                    | 73.1                                                    | 71.7                                                    | 71.0                                                    |
| Fuente: Korea Meteorological Administration             |                                                         |                                                         |                                                         |                                                         |                                                         |                                                         |                                                         |                                                         |                                                         |                                                         |                                                         |                                                         |                                                         |

## Ciudades hermanas
- Kakamigahara, Japón.
- Adís Abeba, Etiopía.
- Medellín, Colombia.